# Jashpur (distrikt)
Jashpur är ett distrikt i Indien.   Det ligger i delstaten Chhattisgarh, i den centrala delen av landet, 900 km sydost om huvudstaden New Delhi. Antalet invånare är 851 669. Arean är 5 825 kvadratkilometer. Jashpur gränsar till Surguja.
Terrängen i Jashpur är kuperad.
Följande samhällen finns i Jashpur:
- Jashpurnagar
- Pathalgaon
- Kunkuri